# Vittorio Jahyn Parrinello
Vittorio Jahyn Parrinello (Alife, 8 agosto 1983) è un pugile italiano, nella categoria dei pesi gallo.

## Carriera da dilettante
Cresciuto nella società "Matesina" di Piedimonte Matese, allenato da Geppino Corbo, è poi entrato a far parte della squadra del Centro Sportivo Esercito.

### Olimpiadi di Pechino 2008
Ha partecipato al torneo di pugilato alle olimpiadi di Pechino 2008 nella categoria dei pesi gallo; è stato eliminato agli ottavi dal thailandese Worapoj Petchkoom.

### Mondiali dilettanti  Milano 2009
Nel corso dei campionati mondiali tenutisi a Milano nel 2009, è stato eliminati ai trentaduesimi dal tedesco Denis Makarov, nella categoria dei pesi gallo.

### Europei dilettanti Mosca 2010
Nel corso dei campionati europei tenutisi a Mosca nel 2010, è stato eliminati agli ottavi dall'inglese Gamal Yafai, nella categoria dei pesi gallo.

### World Series of Boxing
Nel 2011 è stato ingaggiato dalla squadra dei Dolce e Gabbana Milano Thunder, nella categoria dei pesi gallo, partecipante alla World Series of Boxing.

### Europei dilettanti Ankara 2011
Nel corso dei campionati europei tenutisi ad Ankara nel 2011, è stato eliminati ai quarti di finale dal rumeno Razvan Andreiana, nella categoria dei pesi gallo.

### Mondiali dilettanti Baku 2011
Nel corso dei campionati mondiali tenutisi a Baku nel 2011, è stato eliminati agli ottavi dal cubano Lázaro Álvarez (laureatosi poi campione), nella categoria dei pesi gallo. Nei sedicesimi aveva battuto il giapponese Satoshi Shimizu.
- Batte Satoshi Shimizu ( Giappone) 22-13
- Sconfitto da Lázaro Álvarez ( Cuba) 11-13

Il risultato gli è valso la qualificazione alle olimpiadi di Londra 2012, in quanto eliminato dal vincitore della categoria.

### Olimpiadi di Londra 2012
Parrinello ha raggiunto la qualificazione al torneo olimpico di Londra 2012, dove ha combattuto nella categoria dei pesi gallo, grazie al risultato ottenuto ai mondiali di Baku 2011.
Nel corso della competizione è stato eliminato con una sconfitta di misura agli ottavi di finale dal britannico Luke Campbell, che si aggiudicherà poi il torneo.
- Batte Jonas Matheus ( Namibia) 18-7
- Sconfitto da Luke Campbell ( Regno Unito) 9-11

## Professionismo
Parrinello passa professionista il 20 giugno 2014, vince al suo quinto match il Titolo di Campione Italiano pesi supergallo e il 20 maggio 2017 perde per un contrastato verdetto la Cintura della Unione Europea di categoria contro Luca Rigoldi.

## Vita privata
Sposato con Mirella Mazzarelli l'8 luglio 2017, diventa papà per la seconda volta di Jasmine Vittoria il 22 dicembre 2017 (prima figlia Francesca Parrinello).